# Loipersdorf Challenger
Il Loipersdorf Challenger è stato un torneo professionistico di tennis giocato su campi in terra rossa. Faceva parte dell'ATP Challenger Series. Si è giocata una sola edizione, a Loipersdorf in Austria.

## Albo d'oro

### Singolare
| Anno | Campione      | Finalista    | Punteggio |
| ---- | ------------- | ------------ | --------- |
| 1986 | Thomas Muster | Ulf Stenlund | 6–3, 7–5  |

### Doppio
| Anno | Campioni                 | Finalisti                    | Punteggio |
| ---- | ------------------------ | ---------------------------- | --------- |
| 1986 | Brad Drewett Wally Masur | Peter Carlsson Olli Rahnasto | 6–1, 6–4  |